# Tuńczyk atlantycki
Tuńczyk atlantycki,  tuńczyk czarnopłetwy (Thunnus atlanticus) –  gatunek morskiej ryby okoniokształtnej z rodziny makrelowatych (Scombridae).

## Występowanie
Pływa w zachodnich wodach Oceanu Atlantyckiego. Zaobserwowano go od wybrzeży USA aż do Brazylii. Preferuje wody do głębokości 200 metrów. Występuje w czystych i ciepłych wodach, powyżej 21 °C. 

## Charakterystyka

### Morfologia
Osiąga maksymalnie 108 cm długości oraz masę 20,6 kg. Zazwyczaj mierzy około 72 cm. Ma niebieskoczarny grzbiet oraz srebrne boki i biały brzuch. na boku oka ma charakterystyczny brązowy pas. 

### Dieta
Jest to gatunek ryby drapieżnej. Poluje na mniejsze ryby oraz stawonogi. Żeruje w wodach powierzchniowych. Konkuruje o pożywienie z tuńczykiem pasiastym. 

### Rozmnażanie
Ich tarło trwa od kwietnia do listopada u wybrzeży Florydy oraz od czerwca do września w Zatoce meksykańskiej. 

## Status
Według danych z 2010 roku został zaklasyfikowany przez IUCN jako gatunek najmniejszej troski. Jego populacja jest stabilna.